# 알와디알자디드주

알 와디 알 자디드 주의 위치

알와디알자디드주(영어: Al Wadi al Jadid Govecrnorate, 아랍어: الوادى الجديد)는 이집트 서남부에 있는 주로, 주도는 카르가이다. 주 단위 행정 구역으로는 아프리카에서 가장 넓다.